# Dicallaneura cyanea
Dicallaneura cyanea är en fjärilsart som beskrevs av Lambertus Johannes Toxopeus 1944. Dicallaneura cyanea ingår i släktet Dicallaneura och familjen Riodinidae. Inga underarter finns listade i Catalogue of Life.